# John Lenihan
Pour les articles homonymes, voir Lenihan.
John Lenihan, né en octobre 1960 dans la paroisse de Ballymacelligott, est un coureur de fond irlandais spécialisé en course en montagne. Il a remporté le titre de champion du monde de course en montagne 1991 sur parcours court.

## Biographie
Il grandit dans la région montagneuse de Ballymacelligott et termine l'école à 12 ans pour travailler dans la ferme familiale où il court après les moutons. Il débute l'athlétisme à 17 ans,. Il s'illustre rapidement sur piste et tente de se qualifier sur le 5 000 mètres pour les Jeux olympiques d'été de 1984. Il rate cependant les qualifications et s'oriente vers les courses sur route, trouvant dans les primes de victoire un revenu supplémentaire à sa vie d'agriculteur. Ses performances ne passent pas inaperçues et il se voit offrir un contrat d'athlète professional pour l'équipe Adidas qu'il refuse, préférant conserver son travail à la ferme.
En 1986, il remporte son premier titre de champion d'Irlande de semi-marathon avec un temps de 1 h 3 min 15 s effectué à Dublin, temps record des championnats nationaux qui tient encore.
En 1988, alors qu'il ne s'est pas vraiment entraîné, il prend le départ de la course de montagne de Carrauntuohil qu'il remporte en 1 h 11 min 43 s, battant le précédent record de 47 minutes. Par la suite, il remporte encore 18 fois cette course mais n'améliore pas son record, ni personne d'autre jusqu'en 2010 lorsque le parcours est modifié.
À Zermatt en 1991, il remporte la victoire sur le parcours court lors du Trophée mondial de course en montagne avec 33 secondes d'avance sur le Suisse Marius Hasler. Il devient ainsi le premier Irlandais champion du monde de course en montagne, et décroche également la médaille de bronze par équipes avec Robin Bryson et Tommy Payne.
Après le Trophée mondial de course en montagne 1999 à Kota Kinabalu où il termine à une lointaine 58e place, il rentre chez lui avec le moral en berne. Partant seul, il décide de gravir sa montagne fétiche, le Carrauntuohil. Mais surpris par un blizzard, il glisse sur une pierre et se casse la jambe gauche. Il descend de la montagne en rampant péniblement pendant quatre heures avant d'être finalement secouru. Pendant sa convalescence, il n'arrête pas l'entraînement et deux semaines après avoir été opéré trouve des exercices à faire avec ses béquilles afin de conserver son corps en forme. Il reprend la compétition quelques mois après, à la course du nouvel An de Beaufort qu'il remporte,,,.
Sa vie est retracée dans le livre « Tough as Leather » de Con Dennehy.

## Palmarès

### Route
| Année | Compétition                             | Lieu    | Place | Épreuve       | Performance    |
| ----- | --------------------------------------- | ------- | ----- | ------------- | -------------- |
| 1986  | Championnats d'Irlande de semi-marathon | Dublin  | 1er   | Semi-marathon | 1 h 3 min 15 s |
| 1990  | Championnats d'Irlande de semi-marathon | Wexford | 1er   | Semi-marathon | 1 h 5 min 42 s |

### Course en montagne
| no  | masculin           | Course                                                 | Longueur | Départ            | Temps          |
| --- | ------------------ | ------------------------------------------------------ | -------- | ----------------- | -------------- |
| 2e  | Médaille d'argent  | Course du Snowdon                                      | 15,35 km | 19 juillet 1986   | 1 h 4 min 34 s |
| 5e  | 5e                 | Trophée mondial de course en montagne - Parcours long  | 15,05 km | 5 octobre 1986    | 1 h 3 min 16 s |
| 1re | Médaille d'or      | Course du Snowdon                                      | 15,35 km | 15 juillet 1989   | 1 h 4 min 12 s |
| 6e  | 6e                 | Trophée mondial de course en montagne - Parcours court | 10,04 km | 16 septembre 1989 | 48 min 53 s    |
| 3e  | Médaille de bronze | Course du Snowdon                                      | 15,35 km | 28 juillet 1990   | 1 h 5 min 23 s |
| 1re | Médaille d'or      | Trophée mondial de course en montagne - Parcours court | 11,3 km  | 8 septembre 1991  | 54 min 12 s    |
| 6e  | 6e                 | Trophée mondial de course en montagne - Parcours court | 10,09 km | 30 août 1992      | 50 min 33 s    |
| 3e  | Médaille de bronze | Course du Snowdon                                      | 15,35 km | 22 juillet 1995   | 1 h 4 min 42 s |